# NGC 1121
NGC 1121 (również PGC 10789 lub UGC 2332) – galaktyka soczewkowata (S0), znajdująca się w gwiazdozbiorze Erydanu. Odkrył ją Lewis A. Swift 9 listopada 1884 roku.